# 奧喬宗朱帕區
奧喬宗朱帕區（英語：Otjozondjupa Region）是納米比亞的一個區，位於該國東北部，東鄰博茨瓦納。面積約105,328平方公里，2001年人口135,384人。首府赫魯特方丹。下分7分區。